# Колонна, Просперо (1672—1743)
Просперо Колонна (итал. Prospero Colonna; 17 ноября 1672, Рим, Папская область — 4 марта 1743, там же) — итальянский куриальный кардинал. Внучатый дядя кардинала Никола Колонна ди Стильяно. Кардинал-дьякон с 30 сентября 1739, с титулярной диаконией Сант-Анджело-ин-Пескерия с 16 ноября 1739 по 4 марта 1743.